# Hans Albert Lauer
Hans Albert Lauer (* 11. März 1942 in Spiesen; † 12. September 2021 in Elversberg) war ein deutscher Politiker (SPD).
Nach der Volksschule besuchte Lauer die Berufsschule und absolvierte eine Ausbildung zum Vermessungstechniker. Zuletzt war er als technischer Angestellter beim Landeskonservatoramt tätig. Lauer war verheiratet und hatte zwei Kinder. Er lebte in Spiesen-Elversberg.
Der SPD trat Lauer 1965 bei. In den Jahren 1975 bis 1977 war er Juso-Vorsitzender in Neunkirchen, von 1978 bis 2000 war er Vorsitzender des SPD-Gemeindeverbands Spiesen-Elversberg. Dem Gemeinderat von Spiesen-Elversberg gehört er seit 1974 an. 1980 wurde Lauer, der außerdem Mitglied der ÖTV war, in den Landtag des Saarlandes gewählt, in dem er bis 2004 für insgesamt fünf Legislaturperioden ein Mandat innehatte. Ab 1985 war er dort Vorsitzender des Ausschusses für Grubensicherheit.